# 1389
| [ Edytuj tabelę ]                          |                                                                    |
| Król Polski                                | - 1384 Jadwiga Andegaweńska 1399 - 1386 Władysław II Jagiełło 1434 |
| Współksiążęta Andory                       | - 1388 Galcerà de Vilanova 1396 - 1343 Gaston III 1391             |
| Król Anglii                                | - 1377 Ryszard II 1399                                             |
| Król Aragonii i Walencji, hrabia Barcelony | - 1387 Jan I Myśliwy 1396                                          |
| Władca Azteków                             | - 1376 Acamapichtli 1395                                           |
| Elektor Brandenburgii                      | - 1388 Jodok z Moraw 1411                                          |
| Książę Bawarii-Ingolstadt                  | - 1375 Stefan III 1413                                             |
| Książę Bawarii-Landshut                    | - 1375 Fryderyk 1393                                               |
| Książę Bawarii-Monachium                   | - 1375 Jan II 1397                                                 |
| Książę Burgundii                           | - 1364 Filip II Śmiały 1404                                        |
| Cesarz Bizancjum                           | - 1379 Jan V Paleolog 1390                                         |
| Car Bułgarii                               | - 1371 Iwan Szyszman 1393 - 1356 Iwan Stracimir 1396               |
| Cesarz Chin                                | - 1368 Hongwu 1398                                                 |
| Król Cypru                                 | - 1382 Jakub I 1398                                                |
| Król Czech                                 | - 1378 Wacław IV Luksemburski 1419                                 |
| Król Danii                                 | - 1387 Małgorzata I 1412                                           |
| Władca Egiptu                              | - 1382 Barkuk 1389 - 1389 As-Salih al-Mansur Hadżdżi 1390          |
| Cesarz Etiopii                             | - 1382 Dawid I 1413                                                |
| Król Francji                               | - 1380 Karol VI 1422                                               |
| Król Gruzji                                | - 1360 Bagrat V Wielki 1393                                        |
| Hrabia Holandii                            | - 1358 Albert 1404                                                 |
| Cesarz Japonii                             | - 1383 Go-Kameyama 1392                                            |
| Kalif                                      | - 1386 Al-Mu’tasim 1389 - 1389 Al-Mutawakkil I 1406                |
| Król Kastylii i Leónu                      | - 1379 Jan I 1390                                                  |
| Patriarcha Konstantynopola                 | - 1389 Antoni IV 1390                                              |
| Władca Korei                               | - 1388 Ch’ang 1389 - 1389 Kongyang 1392                            |
| Wielki książę litewski                     | - 1382 Jagiełło 1400                                               |
| Cesarz Majapahitu                          | - 1350 Hajam Wuruk 1389 - 1389 Wikramawardhana 1429                |
| Sułtan Maroka                              | - 1387 Abu al-Abbas Ahmad 1393                                     |
| Książę Mediolanu                           | - 1378 Giovanni Galeazzo 1402                                      |
| Wielki książę moskiewski                   | - 1359 Dymitr Doński 1389 - 1389 Wasyl I 1425                      |
| Król Nawarry                               | - 1387 Karol III Szlachetny 1425                                   |
| Król Norwegii                              | - 1387 Małgorzata I 1412                                           |
| Elektor Palatynatu                         | - 1356 Ruprecht I 1390                                             |
| Papież awinioński                          | - 1378 Klemens VII 1394                                            |
| Papież                                     | - 1378 Urban VI 1389 - 1389 Bonifacy IX 1404                       |
| Król Portugalii                            | - 1385 Jan I 1433                                                  |
| Cesarz Rzymski (niemiecki)                 | - 1378 Wacław IV Luksemburski 1400                                 |
| Książę Serbii                              | - 1371 Łazarz I Hrebeljanović 1389 - 1389 Stefan IV Lazarević 1402 |
| Elektor Saksonii                           | - 1388 Rudolf III Saski 1419                                       |
| Król Szkocji                               | - 1371 Robert II 1390                                              |
| Król Szwecji                               | - 1364 Albrecht Meklemburski 1389 - 1389 Małgorzata 1412           |
| Król Tajlandii                             | - 1388 Ramesuan 1395                                               |
| Sułtan Turków                              | - 1360 Murad I 1389 - 1389 Bajazyd I 1402                          |
| Doża Wenecji                               | - 1382 Antonio Veniero 1400                                        |
| Król Węgier                                | - 1382 Maria Andegaweńska 1395 - 1387 Zygmunt Luksemburski 1437    |
| Wielki mistrz zakonu krzyżackiego          | - 1382 Konrad Zöllner von Rotenstein 1390                          |

Rok 1389 / MCCCLXXXIX
stulecia: XIII wiek ~
XIV wiek ~
XV wiek

lata: 1379 «
1384 «
1385 «
1386 «
1387 «
1388 «
1389
» 1390
» 1391
» 1392
» 1393
» 1394
» 1399

## Wydarzenia na świecie
- 6 stycznia – zainaugurował działalność Uniwersytet w Kolonii.
- 22 lutego – rozpoczęła się bitwa pod Falköping.
- 24 lutego – szwedzka opozycja wspierana przez wojska duńsko-norweskie zwyciężyła pod Falköping nad oddziałami niemieckimi króla Szwecji Albrechta Meklemburskiego, który dostał się do niewoli.
- 5 maja – w Egerze podpisano traktat pokojowy kończący wojnę miast w Niemczech.
- 15 czerwca (lub 28 czerwca) – klęska wojsk serbskich w bitwie na Kosowym Polu. W walce zginęli: król Serbii Łazarz I Hrebeljanović i sułtan Murad I.

- 19 września - w Neapolu po raz pierwszy wydarzył się Cud Świętego Januarego
- 2 listopada – Bonifacy IX został papieżem.

## Urodzili się
- 1 marca – Antonin Pierozzi, włoski dominikanin, arcybiskup Florencji, święty katolicki (zm. 1459)
- 27 września – Kosma Medyceusz Starszy, władca Florencji (zm. 1464)
- 9 listopada – Izabela de Valois, księżniczka francuska, królowa Anglii w latach 1396-1400 (zm. 1410)
- 5 grudnia – Zbigniew Oleśnicki, kardynał, doradca Władysława Jagiełły i Władysława Warneńczyka (zm. 1455)
- data dzienna nieznana:
  - An-Nasir Faradż, sułtan mamelucki (zm. 1412)

## Zmarli
- 15 maja – Wilhelm I Bawarski, książę Bawarii (ur. 1330)
- 19 maja – Dymitr Doński, wielki książę moskiewski i włodzimierski (ur. 1350)
- 22 czerwca – Giovanni da Dondi, włoski lekarz i astronom (ur. 1318)
- 28 czerwca (Bitwa na Kosowym Polu):
  - Łazarz I Hrebeljanović, (serb. Лазар Хребељановић), książę Serbii, nazywany również carem (ur. 1329)
  - Murad I, sułtan turecki (ur. 1319 lub 1326)
- 15 października – Urban VI, papież (ur. ok. 1318)
- data dzienna nieznana:
  - Hajam Wuruk, cesarz Majapahitu (ur. 1334)